# 汉德鲁普
汉德鲁普是德国下萨克森州的一个市镇。总面积14.60平方公里，总人口881人，其中男性457人，女性424人（2011年12月31日），人口密度60人/平方公里。